# Тегермянче
Тегермянче́ (тат. Тегермәнче) — деревня в Мензелинском районе Республики Татарстан, в составе Иркеняшского сельского поселения.

## Этимология названия
Топоним произошел от татарского слова «тегермәнче» (мельник).

## География
Деревня находится на реке Мушуга, в 32 км к юго-востоку от районного центра, города Мензелинска.

## История
Деревня основана в XVIII веке. В дореволюционных источниках известна также под названием Чуплюк.
До 1860-х годов жители относились к тептярам. Основные занятия жителей в этот период – земледелие и скотоводство, были распространены мельничный промысел, подёнщина.
В «Списке населенных мест по сведениям 1870 года», изданном в 1877 году, населённый пункт упомянут как деревня Тигерменчи (Чуплюк) 1-го стана Мензелинского уезда Уфимской губернии. Располагалась при речке Мушуге, по правую сторону почтового тракта из Мензелинска в Бирск, в 24 верстах от уездного города Мензелинска и в 11 верстах от становой квартиры в деревне Поисева. В деревне, в 14 дворах жили 92 человека (49 мужчин и 43 женщины, тептяри), была водяная мельница. Жители занимались земледелием, скотоводством.
В начале XX века земельный надел сельской общины составлял 195 десятин.
До 1920 года деревня входила в Поисевскую волость Мензелинского уезда Уфимской губернии. С 1920 года в составе Мензелинского кантона ТАССР. С 10 августа 1930 года – в Муслюмовском, с 10 февраля 1935 года – в Калининском, с 19 февраля 1944 года – в Матвеевском, с 19 ноября 1954 года – в Калининском, с 12 октября 1959 года – в Муслюмовском, с 1 февраля 1963 года в Мензелинском районах.
В 1930 г. в деревне образован колхоз «Чишмэле тау».

## Население
| 1795 | 1859 | 1870 | 1884 | 1906 | 1913 | 1920 | 1926 | 1938 | 1949 | 1958 | 1970 | 1979 | 1989 | 2002 | 2010 | 2017 |
| ---- | ---- | ---- | ---- | ---- | ---- | ---- | ---- | ---- | ---- | ---- | ---- | ---- | ---- | ---- | ---- | ---- |
| 40   | 81   | 92   | 99   | 193  | 153  | 126  | 127  | 132  | 123  | 118  | 141  | 121  | 93   | 101  | 91   | 102  |

Национальный состав села: татары.

## Экономика
Жители деревни работают в крестьянских фермерских хозяйствах (полеводство, мясо-молочное скотоводство), агрофирме «Аняк».

## Объекты культуры
В селе действуют клуб.